# Giovanni Gramondo
Giovanni Gramondo (Dego, 10 giugno 1931 – Imperia, 13 marzo 2004) è stato un politico italiano.

## Biografia
Di professione medico, militò politicamente a Imperia nella Democrazia Cristiana, partito per il quale fu più volte eletto in consiglio comunale. Ricoprì la carica di assessore nella giunta presieduta da Giovanni Barbagallo e fu eletto sindaco di Imperia il 1º luglio 1986, rimanendo in carica fino al 7 maggio 1990. Tra i maggiori interventi durante il suo mandato, si ricordano il piano regolatore generale, i finanziamenti per l'acquedotto del Roja, la nuova passeggiata di via Scarincio, l'area sportiva del rione Baitè.
Nel 1990 venne rieletto nel consiglio comunale di Imperia con una lista civica, e fu anche assessore dal marzo 1991 al giugno 1993. Aderì poi al Centro Cristiano Democratico e fu di nuovo consigliere dal 1999 al 2004.